# 한계령
한계령(寒溪嶺)은 강원특별자치도 양양군 서면과 인제군 북면의 경계에 있는 고개로, 다른 말로는 오색령(五色嶺)이라고도 부른다.
국도 제44호선(양평~양양)이 통과하고, 고갯길이 험해서 겨울에 한파와 대설이 오면 최악의 경우 통제하기도 한다. 포장 도로로 오를 수 있는 한계령 정상의 높이는 920m이다.
이곳에는 한계령휴게소와 설악산 정상인 대청봉을 오를 수 있는 코스 전체 4개중 1개인 설악산 한계령코스 입구(한계령 탐방지원센터)가 있다. 한계령 탐방지원센터(북동쪽)의 정반대 방향(남서쪽)을 볼 때 바로 보이는 봉우리가 한계령의 진짜 정상인데 이 봉우리의 높이는 1,004m이다.
한계령 남서쪽에는 필례약수가 있고 남동쪽에는 오색약수와 오색 온천, 북쪽에는 설악산국립공원 서북능선이 있다.

## 같이 보기
- 설악산
- 한계령 단층